# James Hyde
James Robert Hyde (Lancaster, 9 ottobre 1962) è un attore statunitense, meglio conosciuto per il suo ruolo di Sam Bennett in Passions. È stato inoltre ballerino della band Dead Or Alive nei loro tour dell''87, '89 e '91, comparendo anche in alcuni video del gruppo quali Turn Around And Count 2 Ten, Come Home With Me Baby e Your Sweetness (Is Your Weakness).

## Filmografia

### Cinema
- Blackout (The Blackout), regia di Abel Ferrara (1997) (non accreditato)
- Let's Talk About Sex, regia di Troy Byer (1998)
- Are You a Serial Killer, regia di Patrick Durham – cortometraggio (2002)

### Televisione
- Destini (Another World) – serial TV, 3 puntate (1997)
- Sex and the City – serie TV, episodio 1x02 (1998)
- Mortal Kombat: Conquest – serie TV, episodio 1x08 (1998)
- Passions – serial TV, 244 puntate (1999-2008)
- The Disciples, regia di Kirk Wong – film TV (2000)
- Miami Sands – serie TV, 3 episodi (2001)
- CSI: Scena del crimine (CSI: Crime Scene Investigation) – serie TV, episodi 4x15-13x05 (2004-2012)
- Windfall – serie TV, episodio 1x08 (2006)
- Las Vegas – serie TV, episodio 5x08 (2007)
- Una madre non proprio... perfetta (The Good Mother), regia di Richard Gabai – film TV (2013)
- Rush Hour – serie TV, episodio 1x02 (2016)
- Monarca – serie TV, 10 episodi (2019)

## Doppiatori italiani
- Mirko Mazzanti in Las Vegas
- Alessandro Parise in Station 19